# Баба Гюргя
Баба Гюргя (на македонска литературна норма: Баба Ѓурѓа) е смесено мъжко-женско народно хоро от Скопско, северната част на Северна Македония. Играе се с държане на китките със свободно пуснати ръце. Ритъмът му е 7/16 (2, 2, 3) с летящо темпо и бързи стъпки на полустъпалата. Мъжете играят периодични подскоци и изразителни балансирания на тялото.